# Adán-ondi-Ahmán (himno)
Adán-ondi-Ahmán es el nombre de uno de los himnos del Movimiento de los Santos de los Últimos Días y que se incluyó en el primer himnario de la iglesia. El himno rápidamente se convirtió en una de las canciones más populares de la iglesia restauracionista. Fue publicado en 1835 en el periódico Messenger and Advocate y es el himno número 49 del actual himnario en inglés de la Iglesia SUD. El himno se centra en la teología del Adán-ondi-Ahmán donde habría sido un lugar utópico, estilo Edén donde los fieles aspiran volver durante la era milenaria. 
El poema fue escrito por William W. Phelps, un poeta y miembro de la iglesia desde sus inicios. La música proviene del himno popular de los Apalaches del Sur de 1835 "Prospect of Heaven". La iglesia no ha traducido el himno en español.

## Importancia religiosa
En la teología SUD, el término Adán-ondi-Ahmán, se refiere al lugar al que fueron Adán y Eva después de que fueron expulsados del Jardín del Edén. El himno expresa el anhelo de la segunda venida de Jesucristo y del día en que la paz de Sion se extenderá desde las praderas de Misuri devastadas por la guerra mormona de 1838.
"Enoc caminó con Dios" es una cita del libro del Génesis, "Y Enoc caminó con Dios, y [ya no], porque Dios lo llevó" ( 5:24 ). La Epístola a los hebreos amplía el principio: "Por la fe Enoc fue trasladado para que no viera la muerte; y no fue hallado, porque Dios lo había trasladado; porque antes de su traducción tuvo este testimonio de que agradó a Dios" ( 11:5 ).
En la teología de los Santos de los Últimos Días, Enoc fundó la ciudad de Sion en la tierra, que Dios finalmente llevó al cielo debido a la rectitud de sus habitantes. "Yo soy el mismo que tomé la Sión de Enoc en mi propio seno" ( D. y C. Section 38: 4 (LDS), 38: 1b (RLDS / CofC) Archivado el 12 de agosto de 2021 en Wayback Machine. ).